# Vellutet
El vellutet o cresta de gall (Celosia argentea) és una espècie de planta amb flors de la família amarantàcia. El seu origen és tropical i té el color molt llampant. Les fulles són comestibles.

## Descripció

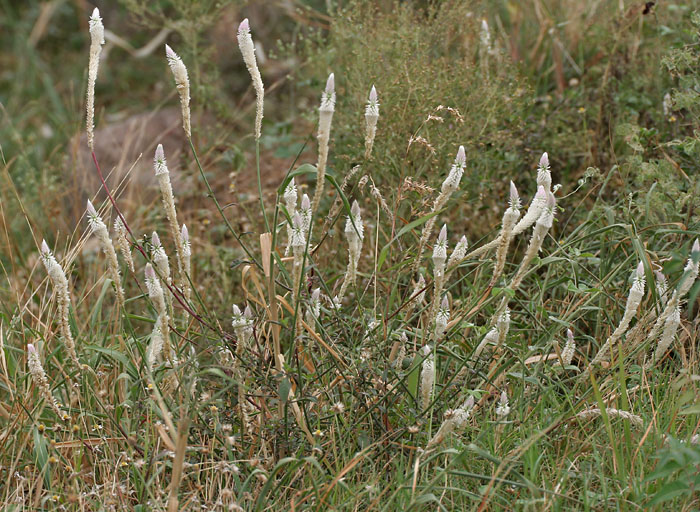
Vellutet a Hyderabad (Índia).

És una planta anual de 3 a 60 cm d'alçada. El color de les fulles pot ser vermell, groc, taronja o rosa i té diversos cultivars. No resisteix les glaçades i sovint es conrea en jardins. Es propaga a través de les llavors, que són molt petites. És una planta de ple sol.

## Gastronomia
És tradicional el seu ús com a menjar (fulles i flors) a l'Àfrica i al sud-est asiàtic i té un gran potencial com a millorant de la nutrició.
La Celosia argentea var. argentea o espinac de Lagos és una de les principals verdures cultivades de Nigeria, on es coneix també com a "soko yokoto", que vol dir "fa els marits grossos i feliços".